# Уорд, Джимми (футболист, 1865)
Джеймс Уо́рд (англ. James Ward; 28 марта 1865 — 25 августа 1941), более известный как Джи́мми Уо́рд (англ. Jimmy Ward) — английский футболист, защитник. Был игроком футбольных клубов «Литтл Харвуд», «Блэкберн Олимпик» и «Блэкберн Роверс». Также провёл один матч за национальную сборную Англии.

## Клубная карьера
Уроженец Блэкберна, Уорд играл в футбол за местные юниорские команды. В 1879 году стал игроком клуба «Литтл Харвуд». В 1881 году перешёл в «Блэкберн Олимпик». В сезоне 1882/83 «Блэкберн Олимпик» выиграл Кубок Англии, обыграв в финальном матче клуб «Олд Итонианс» (Уорд сыграл на позиции левого защитника). В июне 1886 года Уорд был назначен вице-капитаном «Олимпика», однако позднее в том же году покинул клуб и перешёл в «Блэкберн Роверс». В 1887 году завершил карьеру игрока.

## Карьера в сборной
14 марта 1885 года Уорд провёл свою первую и единственную игру за национальную сборную Англии, выйдя на поле в матче Домашнего чемпионата против сборной Уэльса на позиции левого защитника. Матч завершился вничью со счётом 1:1.

## Вне футбола
В декабре 1886 года женился на Саре Луизе Хелм. У пары было трое детей.
Работал оператором хлопкопрядильной машины, позднее управлял пабом.

## Достижения
«Блэкберн Олимпик»
- Обладатель Кубка Англии: 1883